# Chropyně
Chropyně é uma cidade checa localizada na região de Zlín, distrito de Kroměříž.